# Inkscape
Inkscape — вільний та відкритий редактор векторної графіки з можливостями, подібними до можливостей Illustrator, Freehand, CorelDraw, або Xara Xtreme. Програма ліцензована за умовами GNU General Public License. Програму створено на основі набору бібліотек для побудови графічного інтерфейсу GTK+ та додатка для створення програм мовою C++ до цієї бібліотеки (gtkmm).
Рідним форматом запису програми Inkscape є SVG, підтримує читання і запис зображення у форматах SVG, OpenDocument Drawing, DXF, PNG, WMF, EMF, sk1, PDF, EPS, PostScript. Програма може використовувати згладжування, регулювання прозорості, створення градієнтів заповнення, має вбудований набір готових шаблонів (напр. стрілок), може працювати з векторними шрифтами. Перевагою програми є широкий набір ефектів, які можна застосовувати для створення різноманітного роду зображень художнього та дизайнерського призначення.
У Вікіпедії використовуються тисячі зображень, що створені в Inkscape. Список цих зображень можна переглянути у категорії Створено у Inkscape ВікіСховища.

## Історія
Проєкт Inkscape було започатковано у 2003 році як відгалуження Sodipodi колишніми розробниками останнього. Над створенням Inkscape почали працювати Ted Gould, Bryce Harrington, Nathan Hurst, та MenTaLguY. Вони поставили собі за мету створити редактор, що реалізує повноцінну підтримку стандарту SVG, в той час як для проєкту Sodipodi головним завданням було створення редактора векторної графіки, можливо без підтримки SVG.
Inkscape написано мовою програмування C++ (Sodipodi було написано мовою C).
Доволі скоро Inkscape перевершив Sodipodi за можливостями, тому розробку Sodipodi з 2004 року було припинено. Поступово проєктом було увібрано напрацювання інших проєктів зі створення вільних редакторів векторної графіки. Станом на 2013 рік, Inkscape є найпотужнішим вільним редактором векторної графіки з найширшими можливостями.
Розвиток програми відбувається завдяки спільноті розробників, що побудована на демократичних засадах (колегіальність рішень тощо). Спільнота приділяє увагу співпраці з іншими проєктами, зокрема Open Clip Art Library.
Bulia Byak, архітектор змін інтерфейсу користувача, що надали Inkscape сучасного вигляду, є одним з багатьох розробників, що взяли участь в розвитку програми.
Після того як Xara оголосила про те, що код програми Xara Xtreme для Linux (Xara Xtreme for Linux) відкрито для подальшого розвитку на умовах GPL, відбувається співпраця спільнот розробників Inkscape та Xara Xtreme for Linux.
Хоча підтримку стандарту SVG у програмі з часу її заснування було значно поліпшено, вона все ще не є повною. Частину із запланованих розробниками можливостей, зокрема роботу з анімацією, вже реалізовано у проєкті Synfig.
У версії 1.0 додано підтримку варіативних шрифтів.

## Особливості

### Створення об'єктів
Основні об'єкти в Inkscape це:

Inkscape 0.48.2, показано прямокутник (виділений за допомогою інструменту «виділення»), еліпс, зірка і два текстових об'єкти

- Прямокутники & Квадрати: створюють прямокутники і квадрати, кути квадратів і прямокутників можуть бути округлені.
- 3D Коробки: створює 3D-коробки, які мають регульовані XYZ перспективи і конфігуруються значення для точок сходження. 3D коробки насправді є групою шляхів і після розгрупування можна додатково модифікувати.
- Кола / Еліпси / Дуги: кола і еліпси можуть бути перетворені в дуги (тобто відкриті півкола) і сегменти (тобто замкнуті півкола).
- Зірки і багатокутники: Багатоточкові (від 3 до 1,024 точок) зірки з двома (підстава і наконечник) ручками контролю радіусу можуть бути використані для емуляції спірографів. Багатокутники з однією ручкою управління (базовою) можуть бути використані для створення елементів на основі числа сторін шестикутників, п'ятикутників і т. д.
- Спіралі: створює спіралі, які мають конфігуроване число обертів (оберти), дивергенцію (щільність / розрідженість зовнішніх витків), внутрішній радіус (розкачати від центру)
- Олівець: дозволяє вільне малювання ліній.
- Перо (Безьє): створює криву Безьє[en] вузол за вузлом і/або відрізки на тому ж шляху.
- Каліграфія: створює вільну каліграфію або щітко-подібні штрихи, інструмент може необов'язково використовувати тиск і нахил читання з графічного планшета.
- Розпилювач: створює копії або клони одного або декількох елементів.
- Заливка: заповнює обмежену області даного об'єкта (вектор). Інструмент Заливка працює оптично, а не геометрично і може допомогти з трасуванням зображення.
- З'єднувач: створює об'єкт на основі зв'язкового шляху, часто використовується в блок-схемах, діаграмах або схемах.

Крім того, є більш спеціалізовані об'єкти:
- Растрова графіка: Inkscape підтримує експорт растрових зображень (такі як PNG зображення) всього малюнка (всі об'єкти), поточний вибір, об'єкти в межах сторінки креслень і призначених для користувача координат. Імпорт растрових зображень, > Файл > Імпорт дозволяє користувачеві вибрати або «вбудовувати» або «зв'язок» зображення в файл. Склеювання (v0.48) зображення в Inkscape автоматично вбудовує зображення в файл. Inkscape підтримує імпорт і склеювання PNG, JPEG і BMP. Inkscape підтримує зображення трасування, процес вилучення векторної графіки з растрових джерел.
- Клони: клони — це дочірні об'єкти оригінального батьківського об'єкта, які можуть мати різні перетворення, що застосовуються від батьківського об'єкта. Клони можуть бути створені за допомогою копій, інструменту Розпилювач або інтерфейсу меню. Перетворення включають в себе; розмір, положення, поворот, розмиття, непрозорість, колір і симетрія (компоновка). Клони оновлюються в прямому ефірі щоразу, коли змінюється батьківський об'єкт.
- Виконати > Розширення > Рендеринг (меню) функція буде рендерувати об'єкт на полотні, рендеринг прикладів включають штрих-коди, календарі, сітки, шестерні, спірографи, сфери і багато іншого.
- Символи > Предмети > Символи (меню) дозволяє копіювати і склеювати символи як з документа, що редагується, так і з бібліотек символів, v0.91 .[4]